# Menjamel cellanegre
El menjamel cellanegre (Manorina melanophrys) és una espècie d'ocell de la família dels melifàgids (Meliphagidae). Habita boscos humits de l'est d'Austràlia, des del sud-est de Queensland, cap al sud, a través de l'est de Nova Gal·les del Sud fins al sud de Victòria.